# 邦莫达
拿督斯里邦莫达·拉丁（1959年9月15日—），马来西亚政治人物，为巫统党员。现任京那峇当岸国会议员兼沙巴州议会拉末州议员、沙巴前第一副首席部长。
2019年5月1日，邦莫达与演员妻子芝芝依芝蒂被马来西亚反贪污委员会逮捕，并于5月3日因涉及联邦土地统一及复兴局（FELCRA）280万令吉贪污案被控上地庭，分别面对3项贪污和串谋控罪，惟两人皆不认罪。

## 政治生涯

### 州议员
2020年8月18日，邦莫达获得巫统主席阿末扎希任命全权负责2020年沙巴州选举的竞选工作，引起沙州巫统与他的分岐。巫统最高理事拿督阿都拉曼达兰形容，委任邦莫达负责国阵沙巴州的竞选工作，犹如在“自杀”，因全球没有任何一个政党，会委任一名正在法庭洗脱罪名的人领导选举工作。之后在阿末扎希的调解下，邦莫达与阿都拉曼达兰达成和解。最终在9月26日，由首相慕尤丁领导的沙巴人民阵线（沙民阵）在沙巴州选举中赢得38个州席，赢得沙巴州执政权。邦莫达也在2020年沙巴州选举，代表国民阵线当选为沙巴州议会拉末的州议员。9月29日，他就任为沙巴州第一副首长，一开始兼任沙巴房屋及地方政府部长。不过在就职不到4个小时，他与土团党卡拉纳安候任州议员马西迪对换职位，改为兼任沙巴工程部长。

## 争议
五任国会下议员邦莫达，因他时常发表有争议的言论以及做出煽动性行为而使他声名狼藉。

### 冒犯反对党议员的言论
早在2001年2月21日国会进行时，邦莫达与时任怡保东区议员汤华昌在反对党议员冯宝君（华都牙也）和章瑛（大山脚）辩论时欲打岔，不过他们并没有使用书面的马来语“minta laluan”，而使用具有性暗示的“boleh masuk sikit”和“beri masuk sikitlah”（可直译为“可以进去一点吗”，也可理解为将性器官置入女性身体里），然而汤氏也在之后表示他并没有这个意思。邦莫达也在国会中对章瑛说了两次的“fxxk you”。同年4月反对党的郭素沁和上两位议员发起签名运动，以谴责这些国会议员对女性发表的性骚扰言论。在2007年，他曾对冯宝君发表性别歧视言论同年杪，马兰巫统国会议员依斯迈慕达立在国会辩论动议时，不满冯宝君及章瑛指国内治安不靖，妇女害怕外出的言论，便回说若两人觉得马来西亚不安全，就应该移民。而这期间邦莫达也加入争议言论，指干案的罪犯之所以没有受到对付，是因为罪犯被捕后，他们聘请好像M.古拉般的律师抗辩，而洗脱罪名。之后他愈讲愈离题，也在最后提到兴都权益委员会说“反对党整天都提减薪动议浪费时间，倒不如提动议逮捕古拉，因为他是印度人，假如他有涉及这组织活动的话，今天就应该捉他。使他被一众反对党议员抨击说他人身攻击。
在2008年大选后的第一次议会会议中，他在已故卡巴星称他为「大脚野人」，反称反对党议员卡巴星为「大猴子」。
2018年大选后，国会会议召开首日，邦莫达指责为使用「流氓」字眼形容巫统青年团的蓝卡巴星护航的雷尔本身行为更加「流氓」，最终他收回言论，而蓝卡巴星也成为首位被议长逐出国会的议员。

### 議會廳内爆粗
“这是什么？（你是）的。他应该撤回言论。他真的很无礼，议长先生！尊敬的（YB威利莫因）不配坐在这里。，你还要什么？你要和我打斗吗？随时奉陪！！”
2018年8月7日，当林茂国会议员凯里在辩论销售税法案二读时，威利莫因（婆罗洲高原议员）引用早前网络上流传邦莫达进赌场的照片对邦莫达说：「京那峇当岸（邦莫达）去赌场吗」，使邦莫达批评威利莫因「无礼、没教养、流氓」，并没资格留在议会厅内。过后甚至还使用脏话，引起希望联盟议员的不满，要求他撤回言论，邦莫达则在朝野议员的叫嚣批评声中多次喊。而当苏建祥为威利莫因辩护时，邦莫达则不甘示弱地抛出指控反击，声称自己曾目睹苏建祥召妓，高喊：“你去妓院！我看过你带着妓女！”。最终在国会一片喧闹中，副议长莫哈末拉昔宣布议会午休，而过后他也收回言论，但又把矛头指向威利莫因：“我收回是因为那是粗野的。但是，婆罗洲高原国会议员（威利）的声明……我看见他和妓女喝酒，但是我没有……”，威利莫因当时没有在议会厅内，因此没有听到邦莫达这番话，但再次引起希盟议员的批评声浪，要求議長驱逐他出国会。副议长拉昔表明，邦莫达撤回言论已足够，警告除非是再犯同样的过错，争论才平息。
这件事情在之后被网民编辑为網路迷因将邦莫达的不正规英语和马来语结合。在迷因影片中，在之前说脏话的影片后，插入了马来西亚首相慕尤丁在一次对话说的“你会说英语吗？”，随后邦莫达用英语继续说“！”。该迷因最后以语法错误的标题“他确实会说英语（he do speak english）”结尾。

### 非法重婚
邦莫达早于2009年在雪兰莪纳芝芝依芝蒂为妾，由于邦莫达已经于1991年8月24日与元配诺阿西达结婚，因此他没有取得法庭许可而重婚（poligami tanpa kebenaran mahkamah），于2010年4月20日遭雪州伊斯兰法庭提控，当场认罪，刑期一个月，但最终被保释。

### 对华人及多源流教育的言论
邦莫达也曾经发表「华人回去中国论」。
2014年，邦莫达曾表示马来西亚人应该都就读国民小学而非其他源流小学，并指华人应该要感恩。
2020年8月17日，邦莫达在国会下议院参与2020年财政预算（重新分配拨款）法案辩论时，指控多源流小学是分裂种族和谐的导因，更直指大马人从小学开始，就已经被学校分裂。他说，「我国是多元种族的国家，领袖在任何地方，站在舞台上致词时都强调要团结，但我们却在国小、国民型小学和各种学校等，教导我们的孩子分裂」，引起多位华裔领导的批评，指责邦莫达的言论不负责任。教育部副部长马汉顺邀请任何对多源流学校缺少理解的政治领袖，到学校去视察及体验，亲自了解及感受各源流学校的教育模式，并指责邦莫达这番言论是不正确。董教总隔日也驳斥邦莫达的言论，并指多源流教育并不会分化国民团结，反之政策偏颇不公才是问题的根源。砂拉越华校董事联合会总会表示，分裂国民关系的罪魁祸首就是偏激的政客。

### 世界杯“致敬”希特勒事件
2014年国际足联世界杯半决赛期间德国以7比1打败巴西足球队，邦莫达在推特上发言向纳粹党领袖阿道夫·希特勒致敬，引起各方抨击，随后邦莫达在推特上道歉平息风波。

### 上苍惩罚论
2015年吉兰丹大水灾时，邦莫达表示，丹州发生大水灾是因为伊斯兰党州政府祈祷巫统垮台的行为，受到上苍的惩罚。

### 涉嫌贪污
2019年5月1日，因涉及聯邦土地復興及統一局（FELCRA）貪污與妻子芝芝依芝蒂遭逮捕。後因不承認罪名於5月3日以10萬令吉保釋。

## 轶事
2018年，邦莫达因二度被拍到在新加坡赌场赌博的照片后引起民众热议。同年8月7日，邦莫达因被威利莫因（婆罗洲高原议员）取笑他到赌场，一怒之下怒飙“Fxxk You”、“你爸爸的头”和“妓女”等不雅字眼后迅速成名，部分网民因此称他为「大马赌神」，也成为著名的网络迷因。

## 封衔

### 荣誉
- 沙巴
  - 杰斯顿大学政治学荣誉博士（2022年）[43]